# Pleasure to Kill
Pleasure to Kill drugi je studijski album njemačkog thrash metal sastava Kreator. Objavljen je 1. studenog 1986. godine, a objavila ga je diskografska kuća Noise Records.
Pleasure to Kill se smatra thrash metal klasikom, kao i jedan od najznačajnijih thrash metal albuma pored Master of Puppets od Metallice, Peace Sells... but Who's Buying? od Megadetha, Reign in Blood od Slayera, Eternal Devastation od Destructiona i Darkness Descends od Dark Angela, koji su svi objavljeni 1986. godine.
Mille Petrozza, vokalist i gitarist, tvrdi kako je tijekom pisanja albuma bio značajno inspiriram filmom Faces of Death iz 1978. godine. Također tvrdi kako svaka pjesma na albumu opisuje načine stravičnih smrti.

## Popis pjesama
Tekstovi i glazba: Mile Petrozza, osim gdje je navedeno drugačije. 
| 1. | »Choir of the Damned« (instrumental) |                          | 1:39 |
| 2. | »Ripping Corpse«                     |                          | 3:36 |
| 3. | »Death Is Your Saviour«              | Petrozza, Fioretti, Reil | 3:58 |
| 4. | »Pleasure to Kill«                   |                          | 4:11 |
| 5. | »Riot of Violence«                   | Reil, Petrozza           | 4:56 |

| Strana B | Strana B               | Strana B                 | Strana B | Strana B | Strana B | Strana B | Strana B | Strana B | Strana B |
| Br.      | Skladba                | Skladatelj               | Trajanje |          |          |          |          |          |          |
| -------- | ---------------------- | ------------------------ | -------- | -------- | -------- | -------- | -------- | -------- | -------- |
| 6.       | »The Pestilence«       |                          | 6:58     |          |          |          |          |          |          |
| 7.       | »Carrion«              | Petrozza, Fioretti, Reil | 4:48     |          |          |          |          |          |          |
| 8.       | »Command of the Blade« | Petrozza, Reil           | 3:57     |          |          |          |          |          |          |
| 9.       | »Under the Guillotine« |                          | 4:38     |          |          |          |          |          |          |
| 38:41    |                        |                          |          |          |          |          |          |          |          |

## Zasluge
Kreator
- Mille Petrozza – vokali (na pjesmama 2, 4, 6, 7 i 9), gitara, remastering
- Roberto Fioretti – bas-gitara
- Ventor – bubnjevi, vokali (na pjesmama 3, 5 i 8)

Ostalo osoblje
- Fred Baumgart – fotografija
- Harris Johns – inženjer zvuka, produciranje, snimanje
- Phil Lawvere – omot albuma
- Mike Trengert – fotografija
- Martin Becker – fotografija
- Jürgen Crasser	– remastering
- Maren Kumpe – raspored ilustracija
- Karl-U. Walterbach – izvršni producent